# Jardín botánico de Lourizán
El jardín botánico de Lourizán, también denominado Arboreto de Lourizán, es un jardín botánico y arboreto de unas 54 hectáreas de extensión que se encuentra en el municipio español de Pontevedra capital en la comunidad autónoma de Galicia.
El arboreto depende administrativamente de la Consellería de Medio Ambiente de la Junta de Galicia. Cuenta con más de 850 especies catalogadas y una de las mayores colecciones de España. Es el jardín botánico más importante de Galicia.

## Localización
El jardín botánico de Lourizán se encuentra en la vertiente norte del macizo del Morrazo al fondo de la ría de Pontevedra, en la carretera PO-546 en el kilómetro 3,5, entre las ciudades de Pontevedra y Marín, a unos 3 kilómetros del centro de Pontevedra capital.

## Historia
Los orígenes de la finca se remontan al siglo XV, cuando aún era una granja. El arboreto se creó en 1949 con especies exóticas y gallegas. El germen de este arboreto se remonta al jardín y parque que rodean el Pazo de Lourizán, donde en la década de 1840 se plantaron las primeras magnolias y camelias. 
En el siglo XIX, la finca fue adquirida por el político Eugenio Montero Ríos, que hizo del Palacio de Lourizán su residencia de verano y lugar de reunión de las personalidades españolas más destacadas de la época. Eugenio Montero Ríos embelleció el entorno del pazo a finales del siglo XIX y principios del siglo XX, añadiendo diversas especies ornamentales para adornar los senderos.  
En 1943, por orden del Ministerio Nacional de Educación Nacional de 25 de febrero, se creó en Pontevedra la finca de Lourizán, cedida para tal fin por la Diputación Provincial de Pontevedra. En ella se inició el estudio de especies forestales de crecimiento rápido, con vistas a cubrir las necesidades españolas de madera en aquellos años.
La finca y el pazo de Lourizán fueron lugar de prácticas de los alumnos de la Escuela Técnica Superior de Ingenieros de Montes de Madrid hasta su adscripción a la Junta de Galicia. El gobierno autonómico creó en sus instalaciones el Centro de Investigaciones Forestales y Medioambientales de Lourizán.

## Descripción
En este jardín botánico de 54 hectáreas hay 700 especies diferentes y más de 1900 árboles de todo el mundo, muchos de ellos de gran porte, entre los que destacan un cedro del Líbano de más de 130 años y la metasequoia más antigua de la península ibérica y una de las más altas de Europa, que se encuentra en Lourizán desde 1951.
Desde 1993, en su interior se encuentra el Parque de las Autonomías, con casi 50 especies de flora representativas de las diferentes comunidades autónomas de España. También existen zonas dedicadas a la flora de Taiwán y Australia, así como el Eucaliptetetum y el Coniferetum, con más de 85 y 170 especies diferentes respectivamente.
En la finca crecen muchos árboles autóctonos, como robles, castaños y abedules, sicomoros y árboles introducidos y exóticos, como cipreses, araucarias, cedros, magnolias o aligustres comunes, muchos de ellos traídos por jardineros franceses. Varios de estos árboles están incluidos en el Catálogo de Árboles Singulares de la Junta de Galicia. Hay arboretos con todas las variedades de castaños, pinos, eucaliptos o camelias, con el ejemplar más alto del mundo, una camelia japonesa de 20,5 metros de altura. También hay un rimu de Nueva Zelanda y un pequeño jardín taiwanés.
En el parque hay una importante colección de camelias. Se cree que los antiguos especímenes de camelias de Lourizán pertenecieron al establecimiento hortícola portugués de José Marques Loureiro en el siglo XIX. La mayor parte del herbario Merino también se encuentra en el arboreto.
En el jardín de estilo romántico del pazo de Lourizán se encuentran diversas fuentes históricas: la "fuente de la concha" del siglo XVIII), la "fuente de los tornos" del siglo XVII y la fuente o "gruta de los espejos" del siglo XIX que está adornada con vidrios de colores.

## Actividades del centro de investigación
- Mejora genética.
- Introducción de especies arbóreas.